# Габровци (област Велико Търново)
 Тази статия е за селото в България.  За селото във Воденско, Гърция, вижте Габровци (дем Мъглен).  
Габровци е село в Северна България. То се намира в община Велико Търново, област Велико Търново.

## География
Габровци е малко село в близост до гр. Килифарево, намира се на около 4 km вдясно след Килифарево по пътя от Велико Търново за прохода Хаинбоаз. Селото е разположено в дефилето на река Еньовица, която е приток на река Белица. От Габровци може да се стигне до село Димитровци, село Шодековци и махалите Деветаци, Свирците, Долен и Горен Еньовец. Има също коларски път за Трявна. Също оттам минава и стар римски път, който излиза на село Стражата, а оттам за Южна България.
За отбелязване е, че това е единственото село в община В. Търново, което не е водоснабдено.

## Население
Численост на населението според преброяванията през годините:
| \| Година на преброяване \| Численост \| \| --------------------- \| --------- \| \| 1934 \| 313 \| \| 1946 \| 281 \| \| 1956 \| 227 \| \| 1965 \| 185 \| \| 1975 \| 158 \| \| 1985 \| 53 \| \| 1992 \| 108 \| \| 2001 \| 77 \| \| 2011 \| 30 \| \| 2021 \| 29 \| |           |
| Година на преброяване | Численост |
| 1934 | 313       |
| 1946 | 281       |
| 1956 | 227       |
| 1965 | 185       |
| 1975 | 158       |
| 1985 | 53        |
| 1992 | 108       |
| 2001 | 77        |
| 2011 | 30        |
| 2021 | 29        |

### Етнически състав
Преброяване на населението през 2011 г.
Численост и дял на етническите групи според преброяването на населението през 2011 г.:
|                     | Численост | Дял (в %) |
| Общо                | 30        | 100.00    |
| Българи             | 28        | 93.33     |
| Турци               | 0         | 0.00      |
| Цигани              | 0         | 0.00      |
| Други               |           |           |
| Не се самоопределят |           |           |
| Неотговорили        | 0         | 0.00      |

## Културни и природни забележителности
Празникът на с. Габровци е на 26 октомври (Св. Димитър, Димитровден), когато се провежда сборът на селото.
Населението се събира основно на 14 февруари (Трифон Зарезан). Също така в с. Габровци се е празнувал и църковният празник Томина неделя, който се пада на първата неделя след Великден.

## Флора и фауна
Благодарение на географското си разположение, както и липсата на човешка дейност в последните 30 – 40 години, околностите на с. Габровци са обрасли с отчасти непроходими гори и храсталаци.
В околностите се среща едър и дребен дивеч, както и глутници чакали.
За отбелязване е високата популация на пълзящи влечуги, най-вече отровните видове пепелянка и усойница. Докато усойницата е разпространена по-скоро в горските масиви, то пепелянката се среща по-често по скалистото корито на р. Еньовица, което ѝ предлага прекрасни условия за убежище и лов. Едно от обиталищата са скалите около естествения вир „Скокъ“. Легендата гласи, че човек, подгонен от разлютена пепелянка със зелена опашка, в уплаха си е прескочил широкия 4 m вир, за да спаси живота си. От там и името, а не от естествения водопад, който пълни дълбокия на места 1,5 m вир.
Поради липсата на медицински пункт в близост до село Габровци, не съществува статистика на смъртните случаи, предизвикани от ухапванията от отровни влечуги.

## Културни събития
От 2012 г. насам ежегодно в селото се провежда (благодарение на домакините Теодора и Георги Миланови) „Габровцисток“ – арт-събитие, съчетаващо изобразително изкуство, фотография и рок-музика.

## Други
През 2014 г. се навършват 120 години от построяването на църквата „Св. Димитър“ в селото. По този повод през месец март 2012 г. е основано сдружение „Св. Димитър 2012“ (Булстат ЕИК 176 259 871) с цел събиране на средства за отдавна належащия ремонт и възстановяването ѝ.